# Макіна (Гаваї)
Макіна (англ. Makena) — переписна місцевість (CDP) в США, в окрузі Мауї штату Гаваї. Населення — 196 осіб (2020).

## Географія
Макіна розташована за координатами 20°37′27″ пн. ш. 156°25′43″ зх. д. / 20.62417° пн. ш. 156.42861° зх. д. (20.624042, -156.428622).  За даними Бюро перепису населення США в 2010 році переписна місцевість мала площу 29,89 км², з яких 24,53 км² — суходіл та 5,36 км² — водойми.

### Клімат
| Клімат : Макіна       | Клімат : Макіна | Клімат : Макіна | Клімат : Макіна | Клімат : Макіна | Клімат : Макіна | Клімат : Макіна | Клімат : Макіна | Клімат : Макіна | Клімат : Макіна | Клімат : Макіна | Клімат : Макіна | Клімат : Макіна | Клімат : Макіна |
| Показник              | Січ.            | Лют.            | Бер.            | Квіт.           | Трав.           | Черв.           | Лип.            | Серп.           | Вер.            | Жовт.           | Лист.           | Груд.           | Рік             |
| Середній максимум, °C | 26,9            | 26,9            | 27,7            | 28,4            | 28,9            | 30,2            | 30,7            | 31,0            | 30,7            | 30,3            | 28,9            | 27,7            | 29,0            |
| Середній мінімум, °C  | 17,3            | 17,1            | 17,4            | 17,8            | 18,7            | 19,6            | 20,2            | 20,4            | 20,4            | 20,0            | 19,3            | 17,9            | 18,9            |
| --------------------- | --------------- | --------------- | --------------- | --------------- | --------------- | --------------- | --------------- | --------------- | --------------- | --------------- | --------------- | --------------- | --------------- |

## Демографія
Згідно з переписом 2010 року, у переписній місцевості мешкало 99 осіб у 47 домогосподарствах у складі 28 родин. Густота населення становила 3 особи/км².  Було 96 помешкань (3/км²).
Расовий склад населення:
| - 70,7 % — білих - 10,1 % — азіатів - 3,0 % — вихідців з тихоокеанських островів |

До двох чи більше рас належало 16,2 %. Частка іспаномовних становила 7,1 % від усіх жителів.
За віковим діапазоном населення розподілялося таким чином: 16,2 % — особи молодші 18 років, 68,6 % — особи у віці 18—64 років, 15,2 % — особи у віці 65 років та старші. Медіана віку мешканця становила 53,5 року. На 100 осіб жіночої статі у переписній місцевості припадало 98,0 чоловіків;  на 100 жінок у віці від 18 років та старших — 107,5 чоловіків також старших 18 років.
За межею бідності перебувало 6,1 % осіб, у тому числі 3,1 % дітей у віці до 18 років та 0,0 % осіб у віці 65 років та старших.
Цивільне працевлаштоване населення становило 66 осіб. Основні галузі зайнятості: науковці, спеціалісти, менеджери — 34,8 %, оптова торгівля — 16,7 %, будівництво — 13,6 %, виробництво — 10,6 %.